# نواه (آریزونا)
نواه (به انگلیسی: Noah) یک منطقهٔ مسکونی در ایالات متحده آمریکا است که در آریزونا واقع شده‌است. نواه ۱۰۱ متر بالاتر از سطح دریا واقع شده‌است.